# Treno Henschel-Wegmann
Il treno Henschel-Wegmann è stato un treno direttissimo veloce non stop, delle Deutsche Reichsbahn, in circolazione in Germania tra Berlino e Dresda dal mese di giugno del 1936 all'agosto del 1939. Era trainato dalla locomotiva a vapore DR 61.

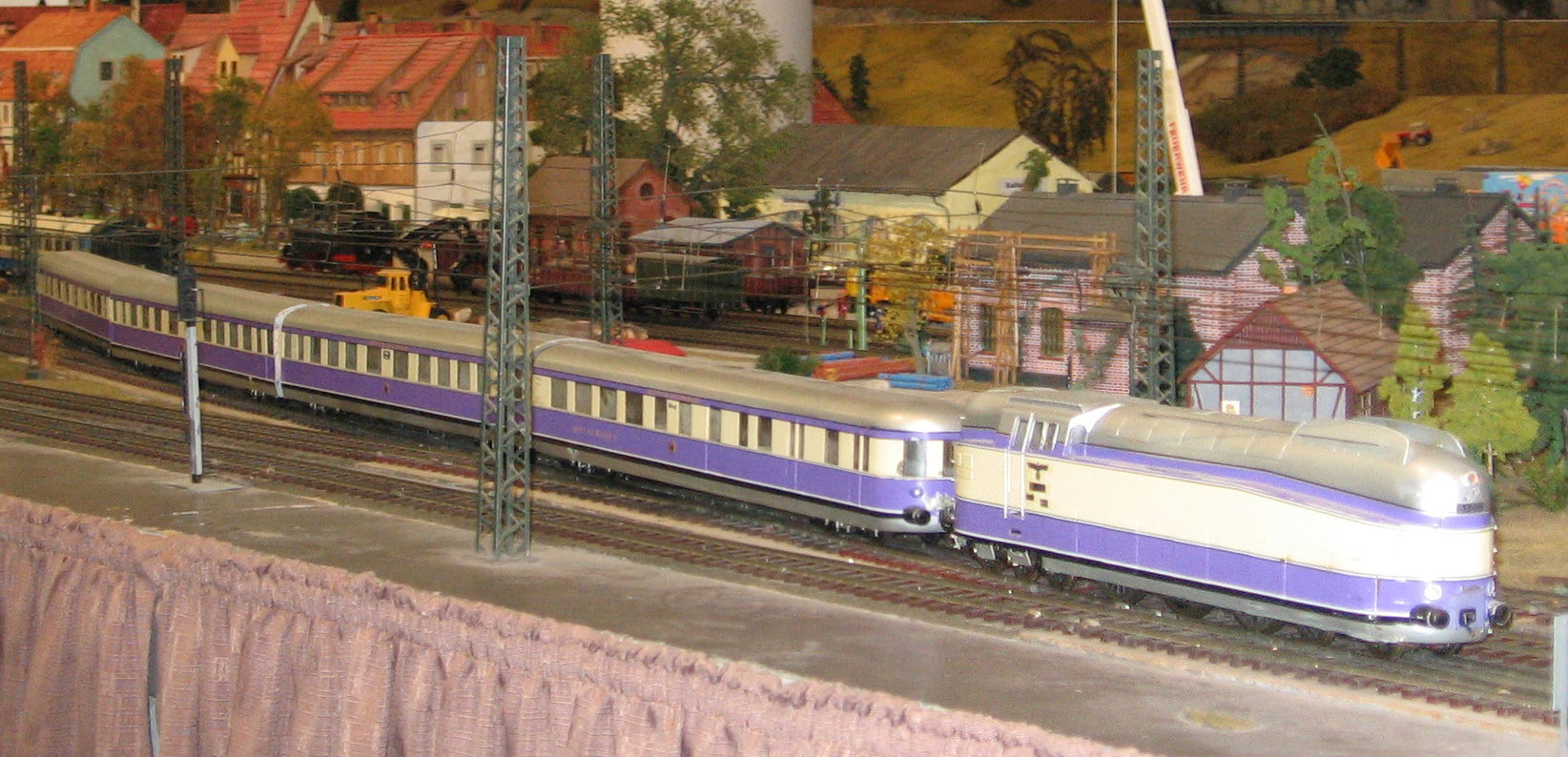
Una riproduzione modellistica del treno, in scala 0, al Museo dei trasporti di Dresda

## Storia
All'inizio degli anni trenta la Deutsche Reichsbahn Gesellschaft mise in programma l'esercizio di treni veloci per l'effettuazione di espressi senza fermata tra le città principali della nazione. Nel 1931 iniziò la costruzione del famoso espresso a trazione diesel denominato "Amburghese Volante" entrato in servizio con grande successo dal 1933. Nonostante ciò tuttavia, anche per effetto della Grande depressione degli anni '30, venne deciso lo sviluppo di locomotive veloci a carbone, autarchico e quindi meno costoso; la Reichsbahn incaricò la Henschel & Sohn di Kassel di progettare un mezzo di trazione a vapore in grado di competere con le prestazioni delle nuove unità diesel.
Nell'aprile 1933 la Henschel e la Wegmann raggiunsero un accordo per la produzione del materiale rotabile occorrente. La prima produsse la locomotiva a vapore surriscaldato; la seconda si incaricò di produrre un complesso di quattro carrozze studiate nella forma aerodinamica atte a ridurre al minimo possibile la resistenza dell'aria. Anche la locomotiva venne interamente carenata coprendo con forme arrotondate tutte le strutture. Il tutto si avvaleva di un agganciamento automatico Scharfenberg. La locomotiva fu pronta il 31 maggio 1935 ed era in grado di raggiungere la velocità massima di 175 km/h.
Il treno era composto della locomotiva e delle seguenti carrozze di costruzione speciale a struttura leggera:

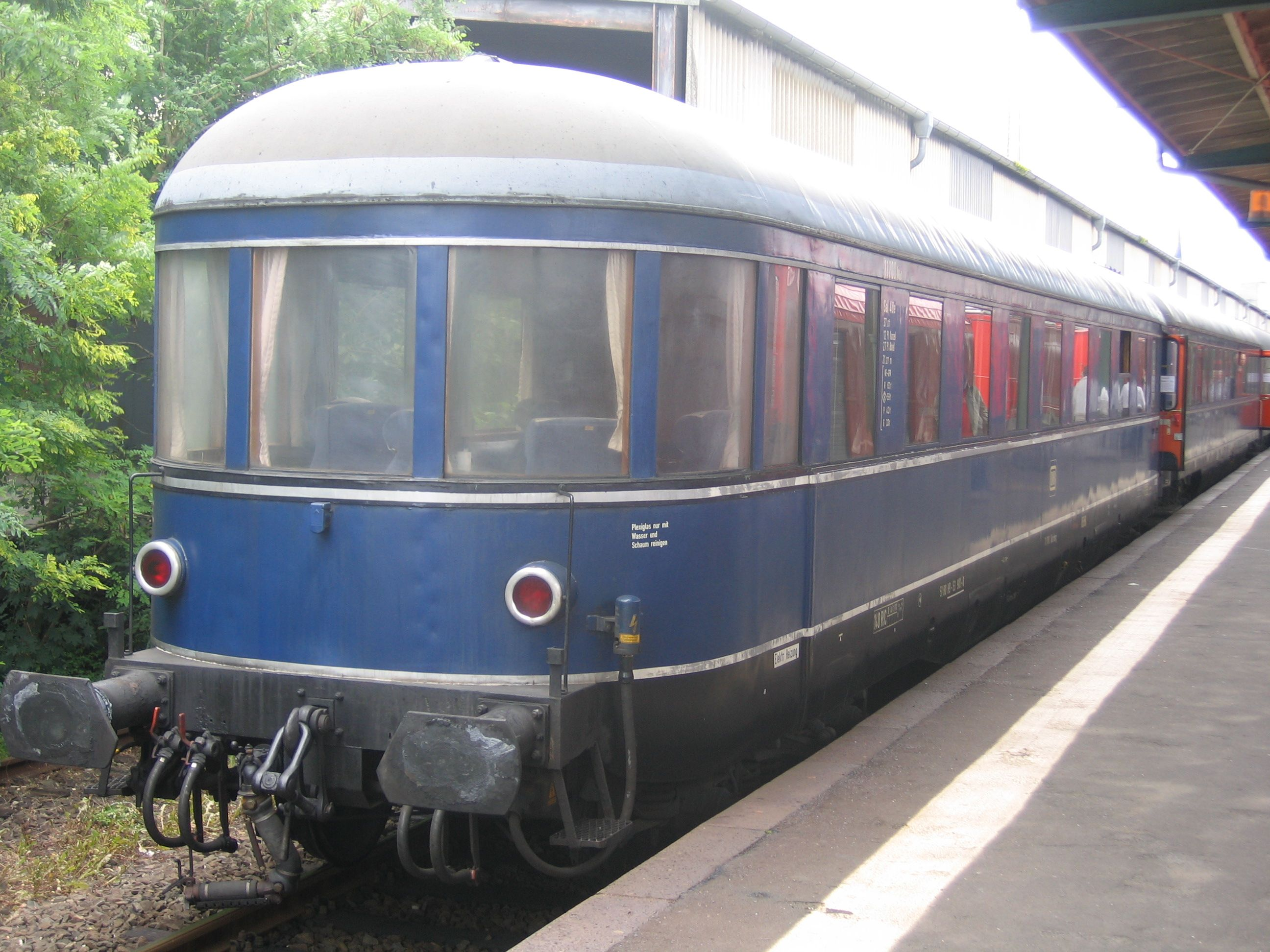
Carrozza di coda panoramica

- Carrozza di coda tipo SBC 4ü35 con 24 posti a sedere di 2 classe e 32 di 3 classe con sezione terminale panoramamica;
- Carrozze centrali tipo SBC 4ü con 12 posti di 2 classe e 56 di 3 classe.
- Carrozza di testa tipo SWRPwPost 4ü con compartimento di servizio, postale, bagagliaio e area ristorante con 23 posti.

Il treno Henschel-Wegmann venne esposto in occasione delle celebrazioni del centenario delle ferrovie dal 14 luglio al 13 ottobre 1935 a Norimberga. Il 29 novembre ricevette la visita in cabina di guida da parte di Hitler in persona.
In una corsa sulla linea Berlino-Amburgo fu raggiunta la velocità record di 185 km/h ma questa velocità mise in evidenza i limiti della configurazione tecnica a 2 cilindri nonché dell'insufficienza delle scorte di acqua e carbone. Già nel maggio del 1936 erano stati effettuati oltre 20.000 km di corse-prova.
Dall'orario estivo del 1936 il treno Henschel-Wegmann effettuò due coppie di treni senza fermata giornalieri tra Berlino e Dresda. La percorrenza fu inferiore a 100 minuti con una velocità media di circa 115 km/h.
Dato che la locomotiva 61 era rimasta unico esemplare, in caso di indisponibilità per manutenzione o per mancanza dei macchinisti specializzati alla sua guida veniva sostituita alla testa del prestigioso convoglio da una Locomotiva DRG Gruppo 01 o locomotiva BR 03.
Il treno svolse servizio fino alla vigilia della seconda guerra mondiale; successivamente dal 1954 le carrozze vennero riconvertite ed utilizzate fino agli anni sessanta dalle Deutsche Bundesbahnnen per il treno speciale Blauer Enzian (Genziana Blu) tra Amburgo e Monaco di Baviera.